# Kondensacja (mineralogia)
Kondensacja – w kontekście mineralogicznym łączenie się dwóch lub więcej jednakowych cząsteczek lub jonów kompleksowych w utwory bardziej złożone. 
Zjawisko to połączone jest z wydzieleniem się mniejszych cząsteczek, na przykład H2O, O2. Podczas kondensacji jonów [SiO4]4− w magmie lub podczas krystalizowania skał metamorficznych następuje w związku z tym zubożenie krzemianów w tlen podczas reakcji:
[SiO4]4− + [SiO4]4− → [Si2O7]6− + O2
Kondensacja z wydzieleniem H2O następuje podczas starzenia się żelu krzemionkowego, a więc w czasie jego krystalizacji w kwarc lub chalcedon. 
Inny przykład: osad wodorotlenku Fe[OH]3 bardzo pospolicie tworzący się na powierzchni Ziemi w wyniki kondensacji przeobraża się w goethyt (najtrwalszy minerał żelaza na powierzchni Ziemi); reakcja przebiega następująco:
Fe[OH]3 + Fe[OH]3 → FeO[OH] + H2O
Urozmaicone są także zjawiska kondensacji wśród boranów, ponieważ bor posiada zdolność do tworzenia z tlenem anionów płaskich [BO3] oraz tetraedrycznych [BO4] i [B(O,OH)4].

## Literatura
- Bolewski A., Kubisz J., Żabiński W., Mineralogia ogólna, Wydawnictwa Geologiczne 1981, ISBN 83-220-0096-0
- Bolewski A., Mineralogia szczegółowa, Wydanie III, Wydawnictwa Geologiczne, Warszawa 1982, ISBN 83-220-0151-7
- Bolewski A., Manecki A., Mineralogia szczegółowa, Wydawnictwo PAE. Warszawa 1993, ISBN 83-85636-03-X
- Polański A., Geochemia i surowce mineralne, Wydawnictwa Geologiczne, Warszawa 1988, ISBN 83-220-0332-3
- Smulikowski K., Geochemia, Wydawnictwo Państwowego Instytutu Geologicznego, Warszawa 1952